# Microsoft Lumia 950
Microsoft Lumia 950 y Microsoft Lumia 950 XL son teléfonos inteligentes desarrollados por Microsoft. Ambos teléfonos se anunciaron el 6 de octubre de 2015 y son los sucesores de los teléfonos Lumia 930 y Lumia 1520, respectivamente. Los teléfonos están dirigidos a los usuarios empresariales y consumidores, con soporte para aplicaciones de Microsoft, así como características de seguridad como encriptación de dispositivos y limpieza remota. Los equipos son compatibles oficialmente con Continuum, lo que también los hace dispositivos de gama alta. Tienen una variante de solo una SIM y una variante de doble SIM.

## Características
A pesar de nombres similares y códigos de modelo, el Lumia 950 y el Lumia 950 XL son dispositivos distintos en forma y función. Los dos son parte de la quinta generación de la gama Lumia.
Los teléfonos tienen un marco de policarbonato con una cubierta trasera extraíble, que permite el acceso a la batería, así como SIM y ranuras para tarjetas microSD. Están disponibles en dos colores, blanco y negro, aunque las carcasas de reemplazo de terceros están disponibles en diferentes colores y materiales. Con la adición de un Microsoft Display Dock o conectándolo a un receptor Miracast, el Lumia 950 y el 950 XL son compatibles con Continuum, una tecnología que permite a los usuarios conectar sus dispositivos a un monitor externo para una experiencia de escritorio.
La cámara trasera admite captura de vídeo con resolución de hasta 4K (3840x2160), así como video de cámara lenta a 120 fps, aunque con una resolución reducida de 720p. La cámara frontal tiene un sensor de 5 MP y un gran angular f/2.4, que admite la captura de vídeo con una resolución de hasta 1080p. La cámara también admite Windows Hello a través del reconocimiento del iris con la ayuda de un led con infrarrojos.
El teléfono se lanzó originalmente con Windows 10 Mobile November Update (también conocida como Versión 1511). En agosto de 2016 Microsoft lanzó Windows 10 Mobile Anniversary Update (también conocida como Versión 1607). En abril de 2017, Microsoft comenzó el despliegue de Windows 10 Mobile Creators Update (también conocida como Versión 1703).
Actualmente, los Lumia 950 son dos de los tres únicos dispositivos con Windows 10 Mobile (junto con HP Elite x3) compatibles y actualizables a Windows 10X, aunque de forma no oficial, es decir, mediante un archivo FFU de Windows 10X o archivos CAB de instalación de este sistema operativo.

## Recepción
El Lumia 950 y el Lumia 950 XL fueron generalmente bien recibidos, con la mayoría de los revisores elogiando las especificaciones de gama alta y el rendimiento de la cámara, pero encontraron el diseño a ser menos "premium" que los buques insignia de la competencia, y el ecosistema de aplicaciones un poco menos completo que Android o iOS.
Daniel Rubino de Windows Central describió el Lumia 950 como el embalaje de "todas las campanas y silbatos que los fanes de Windows Phone han estado clamando por todos en un solo dispositivo". La revisión en particular elogió a la cámara, incluyendo la calidad de imagen, así como características como Rich Capture y Living Images; el veredicto general de la cámara fue "bastante fenomenal". El diseño del teléfono se llamó "práctico, pero no hermoso", y las características como Windows Hello y Continuum demostraron un gran rendimiento, aunque con algunos problemas. El sistema operativo Windows 10 Mobile y su selección de aplicaciones se señalaron como las mayores debilidades.
GSMArena dio al Lumia 950 XL una revisión muy favorable, elogiando las especificaciones, la pantalla y la cámara, y encomiando la unificación de Microsoft de la interfaz de usuario y las tiendas de aplicaciones de Windows 10 en dispositivos móviles y de escritorio. El diseño de policarbonato fue visto como algo falto dado el precio, con el revisor diciendo que el teléfono "es como un buque insignia, tiene un precio de buque insignia, pero no parece uno".
En cuanto al Lumia 950, GSMArena calificó la Lumia 950 muy alto, diciendo que el teléfono "está a la altura de la competencia y cumple con todas las características anunciadas". La revisión resaltó las especificaciones, la pantalla y la cámara como "de primera categoría" y encontró que tanto Windows Hello como Continuum funcionaban "según lo anunciado". Mientras que algunas fallas se encontraron con el diseño, la duración de la batería y el precio, la revisión concluyó con que: "Microsoft ha hecho un trabajo increíble con el Lumia 950. Es un teléfono ansiosamente esperado y merece todo el elogio que recibe".
PhoneArena le dio al Lumia 950 un puntaje de 7/10, describiéndolo como "un teléfono ideal para los fanes de Windows", elogiando la pantalla, así como características como Windows Hello, Continuum y la integración de Office. Las principales desventajas fueron el diseño y la selección de aplicaciones, mientras que el rendimiento de la batería se determinó que era promedio.
Tom Warren de The Verge fue muy crítico con el diseño del Lumia 950 XL, llamándolo "poco inspirado, plástico" y diciendo que "parece un dispositivo de desarrollo". La estética de Windows 10 Mobile también fue criticada, aunque las aplicaciones universales y Continuum fueron vistos como prometedores. El rendimiento de la cámara resultó ser bueno, con sólo unos pocos defectos como la velocidad de enfoque automático y la fiabilidad del procesamiento de imágenes.
Matthew Miller, de ZDNet, describió el diseño del Lumia 950 como "un factor de forma rectangular simple y sin inspiración", pero reconoció las ventajas prácticas del plástico sobre los materiales como el vidrio o el aluminio. El ecosistema de la aplicación de Windows fue visto como carente de cantidad y calidad de aplicaciones en comparación con Android e iOS, y expresó preocupación por el rendimiento del propio sistema operativo, aunque elogió una serie de características como el Centro de Acciones, el motor y el modo de lectura en el navegador.
Dragan Petric de Notebook Review criticó la ergonomía, diciendo que el Lumia 950 XL "no se siente cómodo de sostener" debido a algunos bordes afilados, y consideró que el diseño no era apropiado para un dispositivo insignia. La pantalla fue elogiada, con la precisión del color como la única queja, y la cámara del teléfono se dice que es "excepcional en cualquier condición de iluminación". La revisión también destacó el potencial de Continuum y comparó Windows Hello favorablemente con los lectores de huellas dactilares.
Edward C. Baig, de USA Today elogió la cámara y la batería reemplazable del Lumia 950, al describir las especificaciones de hardware como "robustas". Sin embargo, las nuevas características como Windows Hello y Continuum consideraron no ser "totalmente salido del horno", y el diseño se describió como menos premium que otros buques insignia de la competencia. Edward concluyó diciendo: "Cuando se trata de teléfonos, sin embargo, Microsoft todavía tiene mucho trabajo por hacer".
Hannah Francis de The Sydney Morning Herald llamó al Lumia 950 XL "diferente, pero no de una buena manera", elogiando a Microsoft por características como Continuum pero criticando la ejecución. El precio y la selección de aplicaciones también fueron vistos como desventajas importantes.
Expert Reviews dio al Lumia 950 XL una puntuación de 3/5, con la crítica Katharine Byrne encontrando el rendimiento decepcionante a pesar de las altas especificaciones. El navegador Edge fue destacado como muy bueno, y el revisor también elogió la pantalla y la cámara, describiendo las imágenes tomadas con el teléfono como "un sorprendente nivel de detalle".
Todd Haselton de TechnoBuffalo elogió la inclusión de una cámara dedicada y las capacidades generales de imagen, pero criticó el diseño y dijo que la interfaz de usuario de Windows 10 Mobile "se siente inacabada". Todd le dio al teléfono una calificación de "No comprar", recomendando a los lectores que esperaran a un sucesor mejorado.